# Carolina Ferraz
Maria Carolina Álvares Ferraz (Goiânia, 25 de janeiro de 1968) é uma atriz, apresentadora e ex-modelo brasileira.

## Biografia
Maria Carolina Álvares Ferraz nasceu em Goiânia, no estado de Goiás, em uma família de classe média. Seu pai, Ladislau, foi assassinado por um pistoleiro contratado pelo empresário a quem prestava consultoria. Após possíveis ameaças, Carolina, com 14 anos, e sua mãe saíram da cidade e se juntaram aos irmãos mais velhos da atriz, Guilherme e Maria Eugênia, que viviam em São Paulo. Nove anos após a perda do pai, o irmão da atriz, Guilherme, faleceu vítima de complicações da AIDS, aos 29 anos. Seu irmão havia descoberto a doença após uma cirurgia e teve que conviver com a condição por 7 anos até seu falecimento, que ocorreu nos braços da atriz.

## Carreira

### 1982–93: Carreira como modelo e primeiros trabalhos
Carolina se mudou para São Paulo em 1982, aos quatorze anos, para trabalhar como modelo. Em 1987, aos 19 anos, estreou na televisão como uma das modelos da abertura do Fantástico e apresentadora, e, acabou dividindo a instável carreira nas passarelas com a apresentação de atrações como o Shock e o Programa de Domingo, da extinta Rede Manchete. Por diversas ocasiões foi convidada pelo diretor Jayme Monjardim a atuar em produções dramatúrgicas, porém recusou todas as propostas, até que, em 1990, aceitou o desafio de estrear como atriz ao participar da novela Pantanal. Sua participação estendeu-se somente à primeira fase da trama assinada por Benedito Ruy Barbosa, no papel de Irma, que posteriormente seria vivida por Elaine Cristina.
Ainda na Manchete, realizou outros trabalhos voltados para a dramaturgia, entre eles, protagonizou duas minisséries, O Fantasma da Ópera e Floradas na Serra, ambas de 1991. Em 1992, transferiu-se para a Rede Globo, onde permaneceu até 2017 com contrato exclusivo. Nesse ano, apresentou o dominical Fantástico, onde dividiu a bancada com Celso Freitas e Doris Giesse. No ano seguinte, ainda despontou como apresentadora de alguns episódios do interativo Você Decide. Também em 1993 fez sua estreia em novelas do canal ao integrar o elenco de O Mapa da Mina. Ainda esse ano, estreou no cinema com o filme Alma Corsária, em que interpretou a prostituta Angel.

### 1994–08: Antagonistas e reconhecimento
Em 1994 foi alçada uma das protagonistas da novela Pátria Minha, como Beatriz, personagem que na sinopse original formaria um triângulo amoroso composto por Alice e Rodrigo. No entanto, foi surpreendida ao descobrir-se grávida, o que acarretou a uma mudança na história da personagem, que perdeu força no folhetim. Carolina saiu de cena logo depois. Em 1995, já depois de dar a luz, viveu uma das personagens mais marcantes de sua carreira, a histérica Paula Sampaio Moretti da novela História de Amor, uma mulher fina e sofisticada, mas que perde totalmente a classe quando o assunto é Dr. Moretti (José Mayer), seu ex-marido. A perua ainda tem esperanças de reconquistá-lo e faz de tudo para evitar sua aproximação a qualquer outra mulher, principalmente Helena (Regina Duarte) e Sheila (Lília Cabral).
Para a TV, ainda produziu e apresentou a série Mulher Invisível, em 1997, exibido pelo GNT, canal por assinatura. Também nesse ano, estourou na novela Por Amor, como a moderna e empoderada Milena de Barros Mota. Com esse trabalho consagrou-se no meio e entrou para o seleto time de atores do primeiro escalão da Globo. Milena, na novela assinada por Manoel Carlos, é filha da arrogante Branca (Susana Vieira) e sustenta uma paixão avassaladora pelo piloto de helicóptero Nando, interpretado pelo ator Eduardo Moscovis. Tamanha a química que os atores demonstraram em cena e devido à boa aceitação do público e da crítica, que os dois foram escalados para protagonizar o remake de Pecado Capital, em 1998, foi Lucinha, uma mulher de personalidade forte que conquistou o coração de Carlão (Du Moscovis) e Salviano Lisboa (Francisco Cuoco). Com muita vontade de triunfar na vida, seus desejos entram em choque com os ciúmes e o machismo de seu namorado Carlão, que não quer que a mulher trabalhe. Mesmo sabendo da reprovação do noivo, Lucinha aceita o convite para ser garota-propaganda da nova coleção de moda confeccionada pela indústria têxtil Centauro, onde trabalha. Todavia, a novela foi um fracasso e não conseguiu repetir o êxito da original, tendo baixa audiência e repercussão a época.
Depois de treze anos dedicados inteiramente à televisão, em 2000, estreou nos palcos de teatro com a peça Honra, em que contracenou com as atrizes Regina Duarte, Gabriela Duarte e o ator Marcos Caruso. Ao mesmo tempo, produziu o filme Mater Dei, em que também atuou como Maria, mulher de um construtor que decreta falência após levar um golpe. Sua personagem, então, envolve-se com os autores do golpe, a fim de salvar a vida do filho que ainda nem nasceu. Depois de um período afastada, retornou ao vídeo na novela Estrela-Guia, como a vilã Vanessa, uma perua, que usará o poder do seu dinheiro para tentar prender o namorado Tony (Guilherme Fontes), dono de uma corretora de imóveis em crise financeira, rivalizando com a mocinha Cristal, vivida por Sandy. Também esteve em cartaz com o longa Amores Possíveis, onde interpretou a protagonista Júlia. O ponto de partida dessa história é um desencontro. Carlos e Júlia marcam de ir ao cinema, mas ela não aparece. Desse desencontro são criadas três histórias diferentes sobre os possíveis acontecimentos posteriores. Em 2002 entrou na metade da novela Sabor da Paixão como a advogada Clarissa Vidigal, uma bem-sucedida profissional que ajudou a desvendar os mistérios que cercavam a vida de Jean Valjean (Edson Celulari). Em 2003, surpreendeu ao aparecer em Kubanacan na pele da atrapalhada e durona Rubi. A personagem fugia totalmente ao estereótipo de mulher bonita e sofisticada, que estava habituada a fazer até então.
Simultaneamente, atuou no espetáculo Selvagem como o Vento. Depois, emendou com a novela Começar de Novo, em que interpretou a hilária Gigi, uma milionária falida, que chega a Ouro Negro, cidade fictícia da trama, para fugir de cobranças de dívidas. De cara, ela pediu abrigo no spa de sua amiga Aída (Lilia Cabral). Irritada, ansiosa e involuntariamente engraçada, a personagem acabou conquistando o coração de Miguel (Marcos Paulo). Em 2005 produziu e protagonizou a peça O Rim. Em seguida, despontou como a dona de uma agência de modelos Rebecca em Belíssima. Na história, sua personagem envolvia-se num triângulo amoroso com Alberto e Mônica, mas no fim, descobriu-se lésbica e terminou ao lado de sua amiga e sócia Karen. Em 2006 protagonizou o filme O Passageiro - Segredos de Adulto, como Carmem, uma misteriosa mulher que está envolvida na morte de um banqueiro. Depois de atuar em quatro novelas seguidas, entrou em mais um período sabático, ou seja, de afastamento da TV. Nessa fase de sua vida, retomou a faculdade de História e produziu documentários para a GNT, até que, em 2008, retornou à televisão aberta como a grande vilã de Beleza Pura, a engenheira Norma Gusmão, uma mulher rica e poderosa, mas com sérios desvios de caráter. A atriz chegou a definir a personagem como ‘pura e simplesmente má’. Nessa novela, arranca elogios do público e da crítica, e emplaca o bordão Eu Sou Rica, lembrado até hoje, em uma cena com Edson Celulari.

### 2009–presente: Cinema e trabalhos recentes
Em 2009 produziu e protagonizou o filme A Glória e a Graça, em que interpretou a travesti Suzy. Na película, sua irmã descobre que tem uma doença terminal e pede para sua irmã, Suzy, cuidar de seus filhos. Também fez sucesso com o projeto Histórias de Amor, uma série de curtas-metragens produzida, roteirizada e estrelada por ela para a internet, em parceria com Daniela Alvarez. Com um esquema de baixo orçamento, as filmagens aconteceram no apartamento da atriz, com luz natural. Em 2010 fez o seriado Na Forma da Lei, como Maria Clara Viegas. Esposa do psicopata Maurício, tem dois filhos e é por eles que ainda permanece ao lado do marido, pois teme o que ele possa fazer contra ela. Maurício, é um homem frio e perigoso, capaz de tudo para tirar qualquer pessoa do seu caminho. Trai constantemente a esposa e é filho do político corrupto João Carlos Viegas. Em 2011, protagonizou a nova versão de O Astro, interpretando Amanda, uma mulher linda, sensual, inteligente e culta. Mas o coração da arquiteta é apenas de um homem: Herculano Quintanilha (Rodrigo Lombardi). Porém, para ficar com o grande amor de sua vida, ela tem que se desvencilhar de toda a inveja de Samir (Marco Ricca), que é apaixonado por ela.
Em 2012, interpreta a atrapalhada Alexia, que vive um caso extraconjugal com o mulherengo Cadinho (Alexandre Borges) na trama das nove Avenida Brasil. Em 2013, interpreta Tereza em Além do Horizonte, e surpreende novamente ao interpretar uma mulher sem vaidade, amargurada e dura. Em 2014 apresenta o programa culinário, Receitas da Carolina no GNT, o qual chegou ao fim em 2017. E em 2016, interpreta a ricaça Penélope Velásquez em Haja Coração, seu último trabalho na Rede Globo. Em Julho de 2017, Carolina não tem seu contrato exclusivo renovado com a emissora, é dispensada após 25 anos, e resolve processar a Rede Globo, pedindo 7 milhões de reais.
Em 19 de junho de 2020, é contratada pela RecordTV e anunciada como nova apresentadora do Domingo Espetacular.

## Vida pessoal
Em 1985, aos 17 anos, arrumou seu primeiro namorado, o cantor Kiko Zambianchi. Com poucos meses de namoro, decidiram morar juntos. Em 1987 a união conjugal terminou. No mesmo ano começou a namorar o diretor Mário Cohen. Foram morar juntos após um ano de namoro, em 1988, e casaram-se oficialmente apenas em 1994. Em 1995 nasceu de parto normal, no Rio de Janeiro, a filha do casal, Valentina Ferraz Cohen. Em 1998 o casal divorciou-se.
Em 1999, Carolina começou a namorar o ator Murilo Benício, e nesse mesmo ano foram morar juntos. Ela   havia se tornado grande amiga de Murilo desde que trabalharam juntos na telenovela Por Amor, dois anos antes. A união conjugal terminou em janeiro de 2002, quando Carolina alegou que não conseguia lidar com o excessivos ciúmes de Murilo. De 2003 a 2004 namorou o diretor de marketing Felipe Barahona. No ano de 2005 foi namorada do diretor Ricardo Waddington. Em janeiro de 2006 começou a namorar o empresário turco Ediz Elhadif, mantendo o relacionamento à distância com os dois viajando a cada final de semana entre Brasil e Turquia. O namoro chegou ao fim em novembro de 2011.
Em julho de 2012 começou a namorar o médico Marcelo Marins. No mesmo ano os dois foram morar juntos. Em novembro de 2014 a atriz anunciou estar grávida pela segunda vez, nascendo de cesariana, no Rio de Janeiro, em 8 de maio de 2015, sua segunda filha, Anna Izabel Ferraz Marins. O casal se separou em 2018.

## Filmografia

### Televisão
| Ano           | Título                             | Personagem                                  | Notas                                               |
| ------------- | ---------------------------------- | ------------------------------------------- | --------------------------------------------------- |
| 1987–89       | Shock                              | Apresentadora                               |                                                     |
| 1987–89       | Programa de Domingo                | Apresentadora                               |                                                     |
| 1990          | Pantanal                           | Irma Braga (jovem)                          | Episódio: "27–30 de março"                          |
| 1990          | A História de Ana Raio e Zé Trovão | Verônica Santos (jovem)                     | Episódio: "12 de dezembro"                          |
| 1990          | Escrava Anastácia                  | Sinhá Bela                                  |                                                     |
| 1991          | O Fantasma da Ópera                | Cristina Andreatti                          |                                                     |
| 1991          | Floradas na Serra                  | Lucília de Castro Reis                      |                                                     |
| 1992–93       | Fantástico                         | Apresentadora                               |                                                     |
| 1993          | Você Decide                        | Apresentadora                               |                                                     |
| 1993          | Caso Especial                      | Hortênsia                                   | Episódio: "Férias sem Volta"                        |
| 1993          | O Mapa da Mina                     | Bruna Torres de Almeida Lovatelli           |                                                     |
| 1994          | Tropicaliente                      | Luíza Herzog                                | Episódio: "16 de maio"                              |
| 1994          | Pátria Minha                       | Beatriz Garcia de Aboim Mayrinck            |                                                     |
| 1995          | História de Amor                   | Paula Sampaio Moretti                       |                                                     |
| 1997          | A Justiceira                       | Alicia Alves (Alicinha)                     | Episódio: "Viver por Viver"                         |
| 1997          | Por Amor                           | Milena de Barros Mota Gonzaga               |                                                     |
| 1998          | Pecado Capital                     | Maria Lúcia Batista (Lucinha / Lucy Jordan) |                                                     |
| 1999          | Mulher                             | Drª. Selma                                  | Episódio: "7 de dezembro"                           |
| 2000          | Cinema Especial                    | Apresentadora                               | Exibição do filme "Titanic"                         |
| 2001          | Os Normais                         | Cris                                        | Episódio: "Ler é Normal"                            |
| 2001          | Estrela-Guia                       | Vanessa Rios                                |                                                     |
| 2002          | O Quinto dos Infernos              | Naomi Thierry                               | Episódios: "8–23 de fevereiro"                      |
| 2003          | Sabor da Paixão                    | Clarissa Vidigal                            | Episódios: "3 de janeiro–22 de março"               |
| 2003          | Kubanacan                          | Rubi Calderón                               |                                                     |
| 2004          | A Diarista                         | Ela mesma                                   | Episódio: "Aquele do Projac"                        |
| 2004          | A Diarista                         | Nicole                                      | Episódio: "Mata o Véio"                             |
| 2004          | Começar de Novo                    | Gisela Manhães (Gigi)                       |                                                     |
| 2005          | Belíssima                          | Rebeca Cavalcanti                           |                                                     |
| 2007          | A Diarista                         | Sônia Laura                                 | Episódio: "Aquele do Casal 20"                      |
| 2008          | Beleza Pura                        | Norma Gusmão                                |                                                     |
| 2009          | Exagerados                         | Clara                                       |                                                     |
| 2010          | Na Forma da Lei                    | Maria Clara Viegas                          |                                                     |
| 2011          | Amor em Quatro Atos                | Maria                                       | Episódio: "Meu Único Defeito Foi não Saber te Amar" |
| 2011          | O Astro                            | Amanda Mello Assunção                       |                                                     |
| 2012          | Avenida Brasil                     | Alexia Bragança de Queirós                  |                                                     |
| 2013          | Louco por Elas                     | Giuliana                                    | Episódio: "Léo Reencontra Sua Primeira Namorada"    |
| 2013          | Além do Horizonte                  | Maria Tereza Sampaio (Tereza)               |                                                     |
| 2014–17       | Receitas da Carolina               | Apresentadora                               |                                                     |
| 2016          | Haja Coração                       | Penélope Velásquez                          |                                                     |
| 2020–presente | Domingo Espetacular                | Apresentadora                               |                                                     |
| 2023          | Retrospectiva dos Famosos          | Apresentadora                               |                                                     |

### Cinema
| Ano  | Título                            | Personagem       | Notas            |
| ---- | --------------------------------- | ---------------- | ---------------- |
| 1993 | Alma Corsária                     | Angel            |                  |
| 1997 | Mulher Invisível                  | Graziela         | Curta-metragem   |
| 2000 | Mater Dei                         | Maria            |                  |
| 2001 | Amores Possíveis                  | Júlia            |                  |
| 2006 | O Passageiro - Segredos de Adulto | Carmem           |                  |
| 2009 | Histórias de Amor                 | Apenas produtora | Curta-metragem   |
| 2013 | Crô - O Filme                     | Vanusa           |                  |
| 2017 | A Glória e a Graça                | Glória Maranhão  | Também produtora |
| 2020 | A Gruta                           | Freira Helena    |                  |

### Internet
| Ano           | Título                | Cargo         |
| ------------- | --------------------- | ------------- |
| 2019–presente | Canal Carolina Ferraz | Apresentadora |

## Teatro
| Ano     | Título                         | Personagem   |
| ------- | ------------------------------ | ------------ |
| 1999–01 | Honra                          | Cláudia      |
| 2002–03 | Selvagem como o Vento          | Mulher       |
| 2005–06 | O Rim                          | Rosário      |
| 2010–11 | Amores, Perdas e meus Vestidos | Maria Helena |
| 2016–17 | Três Dias de Chuva             | Anna / Lina  |
| 2018    | Que Tal Nós Dois?              | Funcionária  |

## Prêmios e indicações
| Ano  | Associações                         | Categoria                                   | Nomeações           | Resultado | Ref.          |
| ---- | ----------------------------------- | ------------------------------------------- | ------------------- | --------- | ------------- |
| 1998 | Prêmio Contigo! de TV               | Melhor Par Romântico (com Eduardo Moscovis) | Por Amor            | Venceu    | [ 35 ]        |
| 2001 | Prêmio Guarani de Cinema Brasileiro | Melhor Atriz                                | Amores Possíveis    | Indicada  | [ 36 ]        |
| 2003 | Prêmio Qualidade Brasil - RJ        | Melhor Atriz Coadjuvante TV                 | Kubanacan           | Indicada  | [ 37 ]        |
| 2005 | Blockbuster Entertainment Awards    | Melhor Beijo (com Murilo Benício)           | Amores Possíveis    | Indicada  | [ 38 ]        |
| 2005 | Blockbuster Entertainment Awards    | Melhor Par Romântico (com Murilo Benício)   | Amores Possíveis    | Indicada  | [ 38 ]        |
| 2009 | Troféu Internet                     | Melhor Atriz                                | Beleza Pura         | Indicada  |               |
| 2011 | Prêmio Extra de Televisão           | Melhor Atriz                                | O Astro             | Indicada  | [ 39 ]        |
| 2011 | Prêmio Quem de Televisão            | Melhor Atriz                                | O Astro             | Indicada  |               |
| 2012 | Prêmio Contigo! de TV               | Melhor Atriz de Novela                      | O Astro             | Indicada  | [ 40 ]        |
| 2013 | Prêmio Qualidade Brasil             | Melhor Atriz Teatral Comédia                | Três Dias de Chuva  | Indicada  | [ 41 ]        |
| 2016 | Troféu Mulher Observadora           | Homenagem                                   | Ela mesma           | Venceu    | [ 42 ]        |
| 2018 | Prêmio do Humor - SP                | Melhor Performance                          | Que Tal Nós Dois?   | Venceu    | [ 43 ]        |
| 2018 | Grande Prêmio do Cinema Brasileiro  | Melhor Atriz                                | A Glória e a Graça  | Indicada  | [ 44 ]        |
| 2018 | Festival SESC Melhores Filmes       | Melhor Atriz (público)                      | A Glória e a Graça  | Venceu    | [ 45 ]        |
| 2023 | Prêmio Área VIP                     | Melhor Apresentadora Jornalística           | Domingo Espetacular | Venceu    | [ 46 ] [ 47 ] |